# Rifornimento in volo

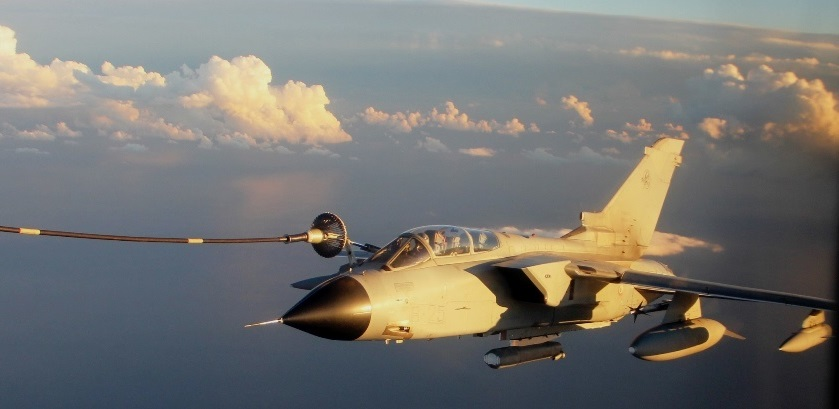
Panavia Tornado dell'AM in rifornimento.

Il rifornimento in volo è una tecnica che permette di trasferire combustibile da un velivolo, chiamato "aerocisterna", ad un altro mentre entrambi sono in volo. Questo permette all'aereo ricevente di volare più a lungo e di decollare con un maggiore carico utile. Viene utilizzata per scopi militari e non sono conosciute applicazioni civili.

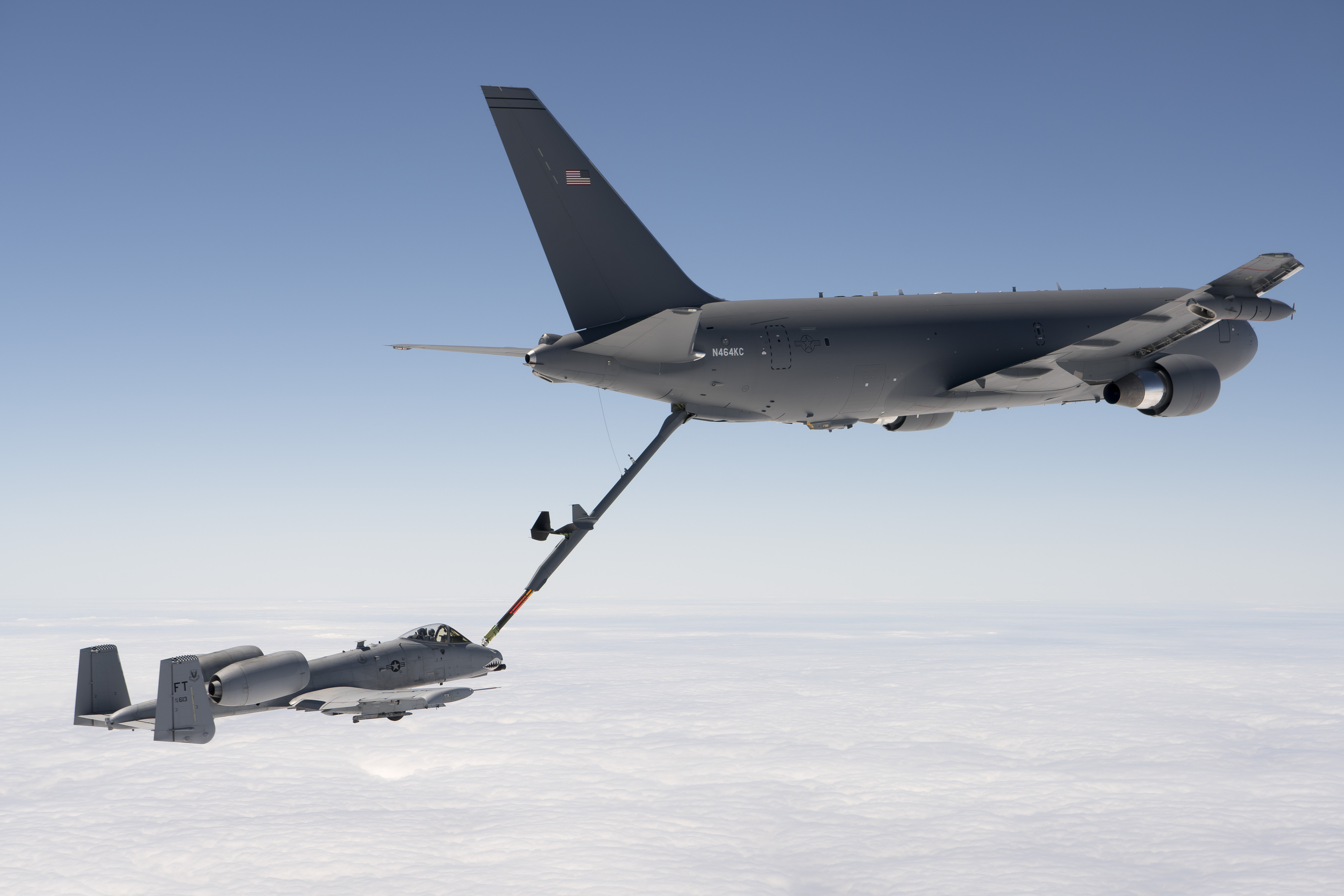
Un Boeing KC-46 Pegasus rifornisce un A-10

## Storia

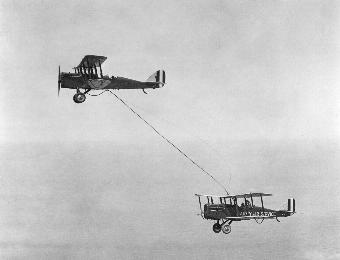
I primi sistemi di rifornimento in volo (1923)

I primi esperimenti vennero effettuati negli anni venti. I due aerei volavano in formazione uno sopra l'altro a bassa velocità: un tubo flessibile collegato a un serbatoio posto nell'aereo che volava più in alto veniva calato verso quello più basso e veniva inserito nella bocchetta usata per i normali rifornimenti di terra. Un'operazione del genere, ad esempio, fu programmata dalla Mobil Oil nel 1930 in occasione della trasvolata atlantica dell'aereo Croce del Sud, utilizzando un monoplano Curtiss-Robin; le avverse condizioni meteo impedirono tuttavia il rifornimento.
Si trattava un sistema molto pericoloso fino al 1935, quando i fratelli Fred e Al Key utilizzarono nel loro volo un particolare sistema progettato da A.D. Hunter su cui si basano ancora oggi le moderne aerocisterne.
Tra il 26 febbraio e il 3 marzo 1949 un Boeing B-50, chiamato "Lucky Lady II", effettuò il giro del mondo in 94 ore e 1 minuto senza scalo. Vennero effettuati 3 rifornimenti in volo da 4 coppie di KB-29M. L'aereo decollò e atterrò a Fort Worth in Texas, mentre i rifornimenti vennero effettuati sopra l'Africa occidentale, vicino a Guam e sul Pacifico, tra le isole Hawaii e la costa occidentale degli Stati Uniti. La prima circumnavigazione del mondo senza scalo dimostrò che non esistevano più limiti geografici alla potenza aerea grazie ai rifornimenti in volo.

## Sistemi utilizzati
Esistono due sistemi principali per trasferire combustibile da un velivolo a un altro: attraverso una sonda rigida telescopica e un ricettacolo oppure un cestello di rifornimento e una sonda flessibile ricevente. Un sistema poco diffuso e ormai non più utilizzato è quello del trasferimento ala-ala.

### Sonda rigida

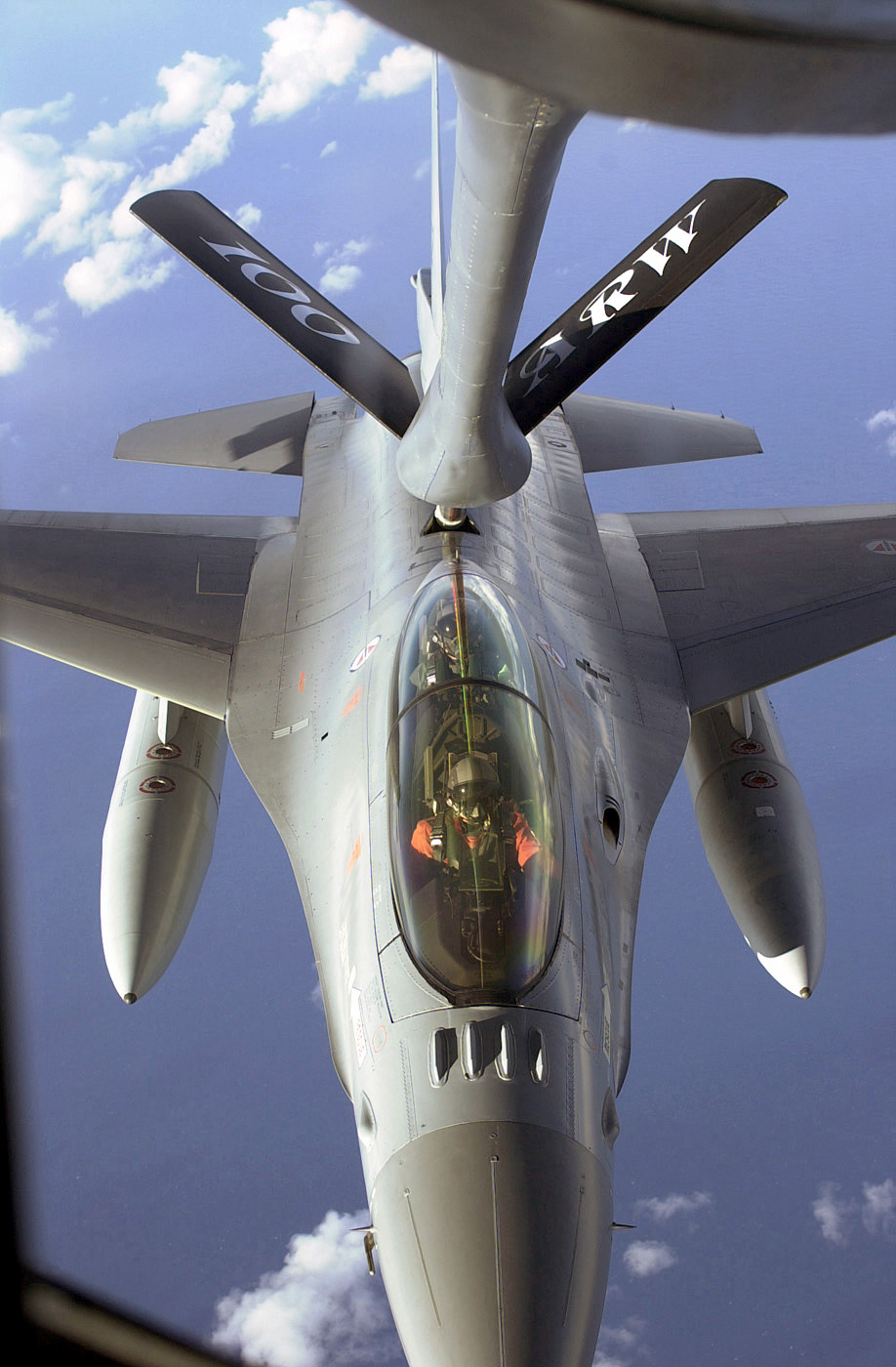
Un F-16 norvegese viene rifornito con il sistema a sonda rigida.

La sonda che trasferisce il combustibile è rigida e viene quindi controllata da un operatore che può vedere l'aereo ricevente o direttamente tramite una finestra situata nella parte posteriore dell'aerocisterna oppure tramite un sistema di telecamere anche a visione tridimensionale. Attraverso un sistema di controllo, l'operatore deve manovrare la sonda, che ha un'estensione telescopica, fino a farla entrare in una speciale bocchetta posta sul dorso dell'aereo ricevente. Questa bocchetta di solito si trova al centro della fusoliera (di solito dietro il cockpit nei caccia e direttamente sopra la cabina di pilotaggio negli aerei più grandi) è rotonda ed è collegata ai serbatoi principali; è dotata inoltre di una valvola che impedisce la fuoriuscita del combustibile quando non vengono effettuate operazioni di rifornimento. La sonda è spesso dotata di piccole ali per stabilizzarla meglio in volo mentre all'estremità c'è un particolare beccuccio che si inserisce nella bocchetta.
Durante l'operazione di rifornimento, l'aerocisterna vola dritta senza cambiare altitudine e ad una velocità costante, mentre il ricevente deve essere in una posizione ben precisa e ad una quota leggermente inferiore. Le moderne aerocisterne hanno un particolare sistema di luci che permette al pilota di capire quando è in posizione esatta. Una volta in posizione, l'aereo ricevente deve volare in formazione con la cisterna; spesso risulta difficoltoso a causa dei vortici alari generati dal rifornitore o dalle turbolenze naturali. Quando entrambi gli aerei sono in posizione, l'operatore attiva il sistema idraulico che allunga telescopicamente la sonda e la manovra fino a quando non entra nella bocchetta del ricevente.

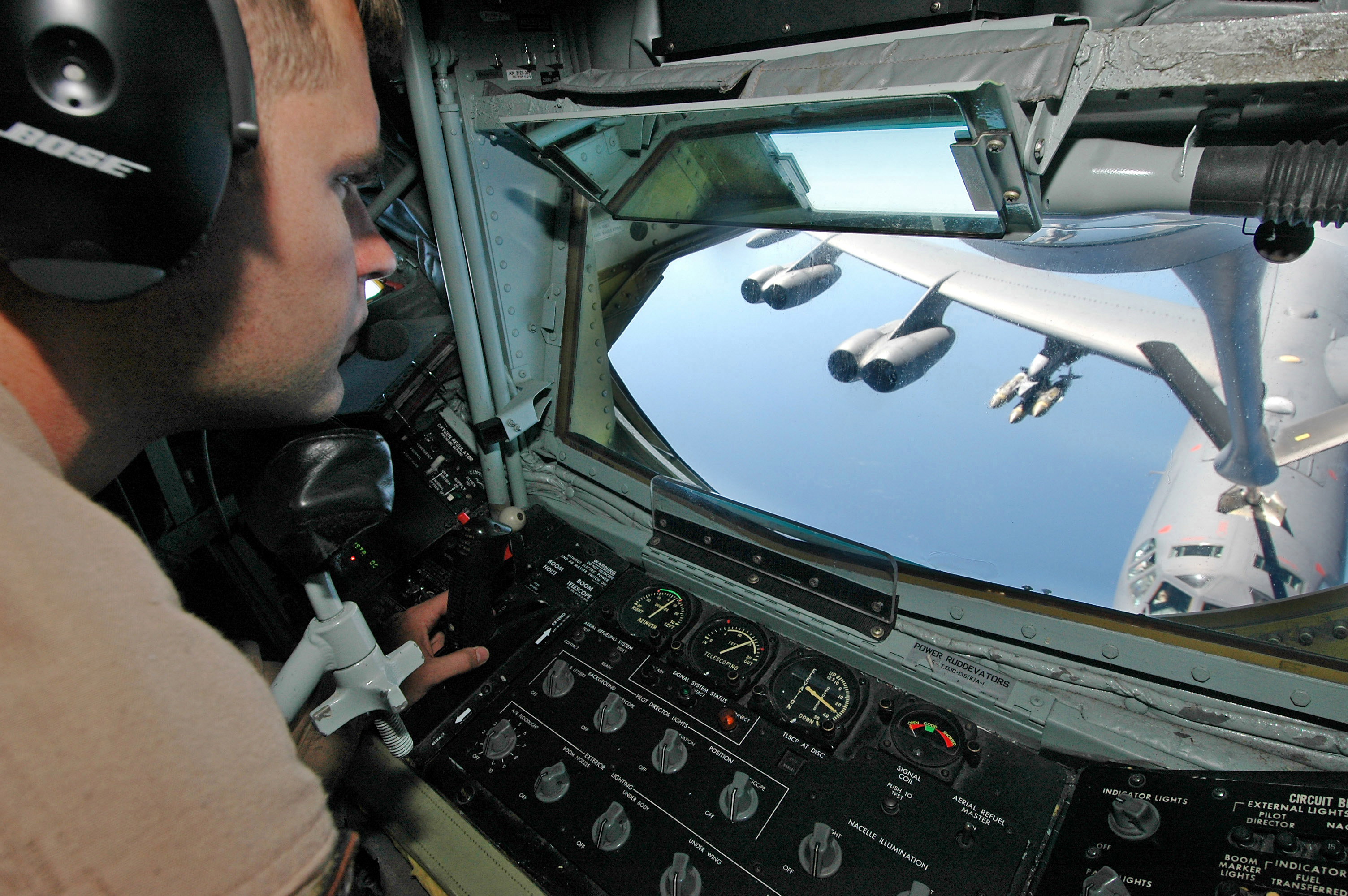
La postazione di controllo dell'operatore di sonda a bordo di un KC-135 Stratotanker

Quando sonda e bocchetta sono correttamente collegate, un segnale elettrico fa aprire idraulicamente entrambe le valvole e l'operatore attiva le pompe che spingono il combustibile lungo la sonda. Quando i due aerei sono collegati, un altro set di luci, attivate da alcuni sensori presenti nella sonda, indica al pilota se si sta avvicinando o allontanando troppo o se sta volando troppo alto o troppo basso. Quando il trasferimento di combustibile è completato, le valvole vengono chiuse e la sonda viene retratta automaticamente o manualmente.
Oltre che dall'USAF, questo sistema è stato adottato dai Paesi Bassi (KDC-10), Israele (Boeing 707 modificato) e dalla Turchia (KC-135 ex USAF). I modelli utilizzati sono tutti di progettazione americana.
Il vantaggio principale di questo sistema è che può essere trasferita una grande quantità di combustibile in poco tempo: nonostante possa essere servito un solo aereo per volta, la grande capacità di trasferimento è utile nel caso bisogna rifornire grandi aerei come i bombardieri strategici. I progressi ottenuti nel sistema a sonda flessibile hanno eguagliato la capacità di trasferimento tra i due sistemi; in alcuni casi le aerocisterne dotate di sonda rigida sono state riadattate utilizzando il sistema a sonda flessibile. Ad esempio, i KC-135FR francesi mantengono l'originale sonda rigida ma al posto del classico beccuccio è stato applicato un tubo flessibile.

### Sonda flessibile

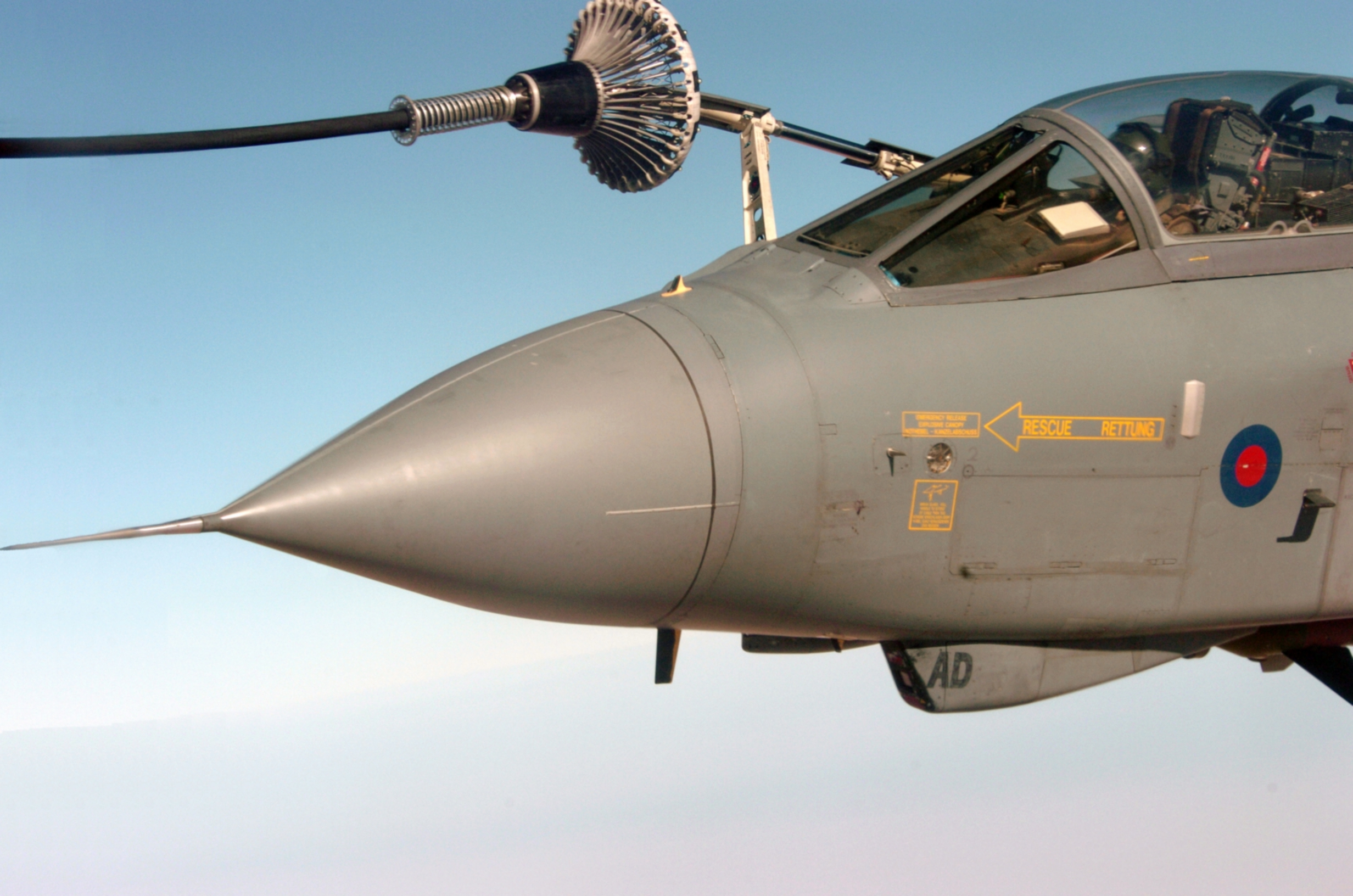
Rifornimento in volo di un Panavia Tornado: in questo caso il pilota deve manovrare l'aereo in modo che la sonda s'inserisca nel cestello

La sonda dell'aerocisterna è un tubo flessibile alla cui estremità è collocato un "cestello"; il pilota dell'aereo ricevente deve manovrare il suo apparecchio finché non collega la sua sonda rigida, molto spesso retrattile e collocata alla destra o alla sinistra del tettuccio, al cestello.
Anche in questo caso la cisterna deve volare dritta e livellata durante tutta la manovra. La sonda può anche essere manovrata da un operatore, ma è il pilota del ricevente che deve eseguire il lavoro maggiore, quello cioè di pilotare il velivolo in modo da attaccare la sua sonda al cestello. Una volta stabilito il collegamento, l'operatore (o anche il pilota della cisterna) attiva le pompe che permettono il passaggio del combustibile. L'aereo ricevente deve mantenere la sua posizione durante tutta l'operazione. Una volta terminata, deve rallentare abbastanza da fare in modo che la sonda e il cestello si stacchino.
Alcune aerocisterne dotate di sonda rigida possono essere equipaggiate con la sonda flessibile applicando un tubo flessibile al beccuccio della sonda. Altre invece sono equipaggiate sia con la sonda rigida, sia con due sonde flessibili, applicate alle due estremità alari; sono conosciute come Multi-Point Refueling System o MPRS.
La marina degli Stati Uniti, il corpo dei Marines e molti paesi della NATO, tra cui l'Italia, adottano questo sistema. Rispetto alla tecnica precedente, questa permette a più velivoli di rifornirsi contemporaneamente da una stessa cisterna.
Fu sperimentato per la prima volta su un Boeing B-29 Superfortress e fu utilizzato per la prima volta in combattimento il 29 maggio 1952, quando 12 Republic F-84 Thunderjet vennero riforniti in una missione da Itazuke, Giappone, a Sariwon, Corea del Nord.

### Ala-ala
In questo sistema l'aerocisterna rilasciava la sua sonda flessibile dall'estremità alare; l'aereo ricevente doveva agganciare la sonda con un blocco speciale collocato nella sua estremità alare. Una volta collegati, il combustibile veniva pompato. Era un sistema utilizzato solo da alcuni Tupolev Tu-4 e Tupolev Tu-16 sovietici.

## Implicazioni tattiche e strategiche

### Uso strategico
I primi sviluppi del KC-97 e del KC-135 Stratotanker nacquero dalla volontà degli Stati Uniti di mantenere costantemente in volo, 24 ore su 24, la flotta di bombardieri strategici B-47 Stratojet e B-52 Stratofortress durante la guerra fredda, in modo da poter rispondere subito ad un eventuale attacco sovietico o per eseguire immediatamente l'eventuale ordine di attacco del Presidente. I bombardieri avrebbero dovuto volare in orbita nelle posizioni assegnate vicino allo spazio aereo sovietico e le aerocisterne avrebbero assicurato il rifornimento di combustibile necessario. Inoltre tenendo la flotta in volo, un eventuale attacco sovietico agli aeroporti sede dei bombardieri non avrebbe compromesso la capacità di bombardamento americana.

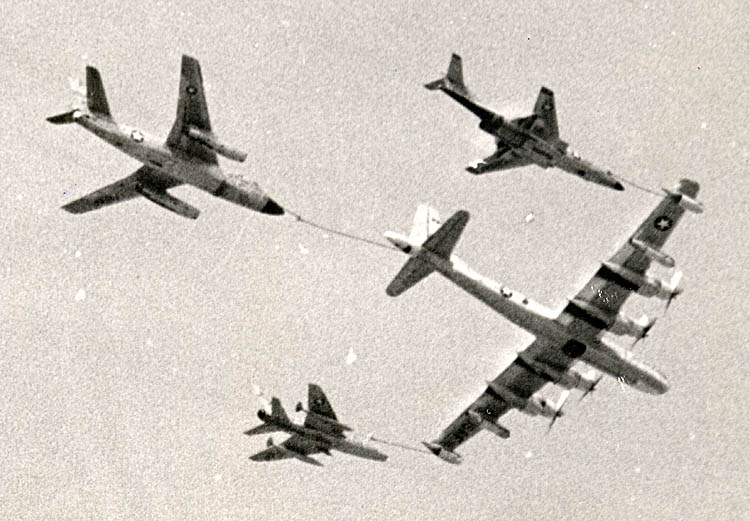
Tre aerei vengono riforniti contemporaneamente da un KB-50

Il vantaggio portato dalla costruzione di un numero così alto di aerocisterne era che potevano essere utilizzate anche per rifornire aerei da trasporto, aerei da caccia e aerei da attacco al suolo (oltre ai bombardieri) per permetter loro di raggiungere in volo teatri operativi molto lontani. Si rivelarono particolarmente utili nella Guerra del Vietnam dato che molti aerei non riuscivano a coprire le distanze oceaniche senza rifornimento in volo nonostante gli scali intermedi alle Hawaii e a Okinawa. Gli aerei da trasporto potevano inoltre trasportare armi, rifornimenti o personale in Vietnam senza atterrare per rifornirsi.
Il ricognitore strategico Lockheed SR-71 Blackbird veniva spesso rifornito in volo. La sua base era in California ma per eseguire missioni di ricognizione era necessario trasportare l'aereo fino alle basi in Giappone o in Europa e attraversare il Pacifico o l'Atlantico richiedeva una grande quantità di combustibile. Inoltre, per migliorare le prestazioni, l'SR-71 doveva decollare senza il serbatoio pieno. Appena in volo, quindi, veniva completamente rifornito da una speciale variante del KC-135Q per disporre della massima autonomia possibile. Era necessaria una variante speciale perché il combustibile dell'SR-71, il JP-7, era diverso dal tipo di combustibile standard in dotazione all'USAF.

### Uso tattico
La possibilità di rifornirsi in volo comporta due importanti implicazioni tattiche. La prima è che gli aerei da attacco, i caccia e i bombardieri possono raggiungere distanze maggiori o possono rimanere in volo più a lungo (particolarmente utile per i caccia in pattuglia). La seconda è che dato che il peso massimo al decollo di un velivolo è generalmente inferiore al peso massimo che può trasportare quando è in volo, i serbatoi dell'aereo non vengono riempiti completamente in modo da poter trasportare un maggiore carico utile; il combustibile mancante verrà caricato con un rifornimento in volo e si avrà quindi un aereo con il massimo carico utile e la massima autonomia possibile.

### Guerra del Vietnam
Per i cacciabombardieri dell'USAF che volavano dalla Thailandia fino al Vietnam del Nord era normale rifornirsi da un KC-135 prima di raggiungere l'obiettivo perché, oltre ad aumentare l'autonomia disponibile, si permetteva agli F-105 Thunderchief e agli F-4 Phantom di trasportare più armi. Le aerocisterne rimanevano disponibili anche per effettuare rifornimenti sulla rotta di ritorno quando necessario. Oltre a permettere la traversata del Pacifico, la tecnica del rifornimento in volo rese possibile il "rimorchio" di aerei molto danneggiati fino a una distanza tale da permettere una planata fino alla base. Questo sistema salvò diversi aeroplani.
La U.S. Navy usava spesso aerocisterne imbarcate come il KA-3 Skywarrior per rifornire i suoi aerei o quelli dei Marines, come gli F-4, A-4, A-6 e A-7. Era particolarmente utile quando il pilota aveva difficoltà ad atterrare dopo una missione ed era a corto di combustibile. Avere una cisterna in zona gli permetteva più tentativi di appontaggio senza la preoccupazione del combustibile. Il KA-3 riforniva anche i caccia in pattuglia e l'aereo AEW Grumman E-2 Hawkeye.
Gli aerei dei Marines stanziati nel Vietnam del Sud venivano riforniti dai KC-130 Hercules.

### Guerra delle Falkland
Il rifornimento aereo durante la guerra delle Falkland era garantito quasi esclusivamente dall'Handley Page Victor. Queste aerocisterne furono fondamentali nello schieramento dei caccia, degli aerei da attacco, da trasporto e da ricognizione marittima dalla Gran Bretagna alle isole Ascension nel sud dell'Atlantico. Furono impiegate massicciamente durante l'Operazione Black Buck, dove rifornivano i bombardieri Avro Vulcan che dovevano attaccare l'aeroporto Port Stanley catturato dagli Argentini.
Poco dopo i Victor vennero ritirati dal servizio e sostituiti dai Lockheed L-1011 TriStar comprati di seconda mano. Dato che gli L-1011 erano aerei di linea, vennero riconvertiti dalla Marshall Aerospace e possono tuttora rifornire aerei della Royal Air Force, della Royal Navy o della NATO.

### Prima guerra del Golfo
Durante l'Operazione Desert Shield, di preparazione alla successiva guerra del Golfo, le aerocisterne USAF KC-135, KC-10A e i KC-130 dei Marines vennero schierati nelle basi aeree in Inghilterra, nell'isola di Diego Garcia e in Arabia Saudita. Gli aerei stanziati in Arabia Saudita orbitavano nella zona neutrale tra l'Iraq e l'Arabia, rifornendo gli aerei della coalizione quando necessario. La costante disponibilità di rifornimento, 24 ore al giorno, rese possibile l'intensa campagna aerea durante l'Operazione Desert Storm.
Il 16-17 gennaio 1991 iniziarono le prime sortite di Desert Storm, alcune delle quali erano le più lunghe nella storia dell'aviazione fino a quel momento. Sette B-52G, decollati da una base in Louisiana, USA, volarono fino al Golfo Persico e ritorno, per un totale di 35 ore, per lanciare missili cruise a testata convenzionale. Tutto questo fu possibile grazie all'uso del rifornimento in volo.
Una delle aerocisterne più utili fu il KC-10A Extender, in quanto essendo più largo delle altre, era dotato sia del sistema a sonda rigida sia di quello a sonda flessibile; era quindi possibile rifornire aerei dell'USAF, dei Marines, della Marina e di altri paesi alleati come la Gran Bretagna, l'Arabia Saudita e l'Italia.

Il KC-10 venne originariamente progettato come contributo dell'USAF alla NATO in territorio europeo. In caso di un conflitto, con un pieno di combustibile il KC-10 è capace di volare da una base nella costa orientale degli USA o del Canada, volare senza scalo fino in Europa, effettuare i rifornimenti in volo necessari e ritornare alla sua base, tutto senza mai fare scalo. Questa prestazione sarebbe stata utile se le numerose basi americane dislocate in territorio europeo fossero state distrutte durante un attacco da parte dei paesi del Patto di Varsavia.

### Guerra del Kosovo
Durante l'Operazione Allied Force la NATO fece largo uso di aerocisterne per garantire un buon tempo di permanenza sugli obiettivi ad aerei in partenza da basi remote (tra tutte Aviano); per rifornire i più di mille aerei schierati dalla NATO (con 170-200 incursioni d'attacco al giorno) erano costantemente in volo numerose aerocisterne, fino a sei, orbitanti in 3 aree dedicate (nomi in codice Sonny, Agip e Shell).
Le aerocisterne (di cui vi era costante carenza) erano principalmente le vecchie KC-135 e le KC-10 (una ottantina le prime, forse solo una decina le più recenti KC-10), lasciando trasparire l'avanzata età della flotta da rifornimento in volo statunitense. Assai modesti i contributi degli altri Paesi: la RAF aveva schierato tre L-1011 "TriStar" ad Ancona e tre VC-10 a Bruggen, in Germania; la Armée de l'air tre C-135FR "Stratotanker" a Istres, in Francia; i Paesi Bassi due KDC-10 ad Eindhoven e la Spagna un KC-130H ad Aviano.
L'Aeronautica Militare italiana aveva schierato per la prima volta due aerocisterne B-707T/T, adottate dopo l'esperienza nel Golfo; avevano effettuato 87 sortite per 338 ore di volo, erogando circa 1.300 tonnellate di combustibile.
Similmente a quanto era avvenuto durante l'operazione Desert Storm, sei B-2, modificati al block-30 e con la possibilità di impiegare armamento non nucleare (in particolare bombe JDAM), ebbero il loro battesimo del fuoco bombardando obiettivi nel cuore della Serbia partendo dalla loro base "Whiteman" nel Missouri, volando missioni di 36 ore consecutive grazie ai numerosi rifornimenti in volo da parte dei KC-10.

## Aerocisterne

### Sonda rigida
- KB-29P

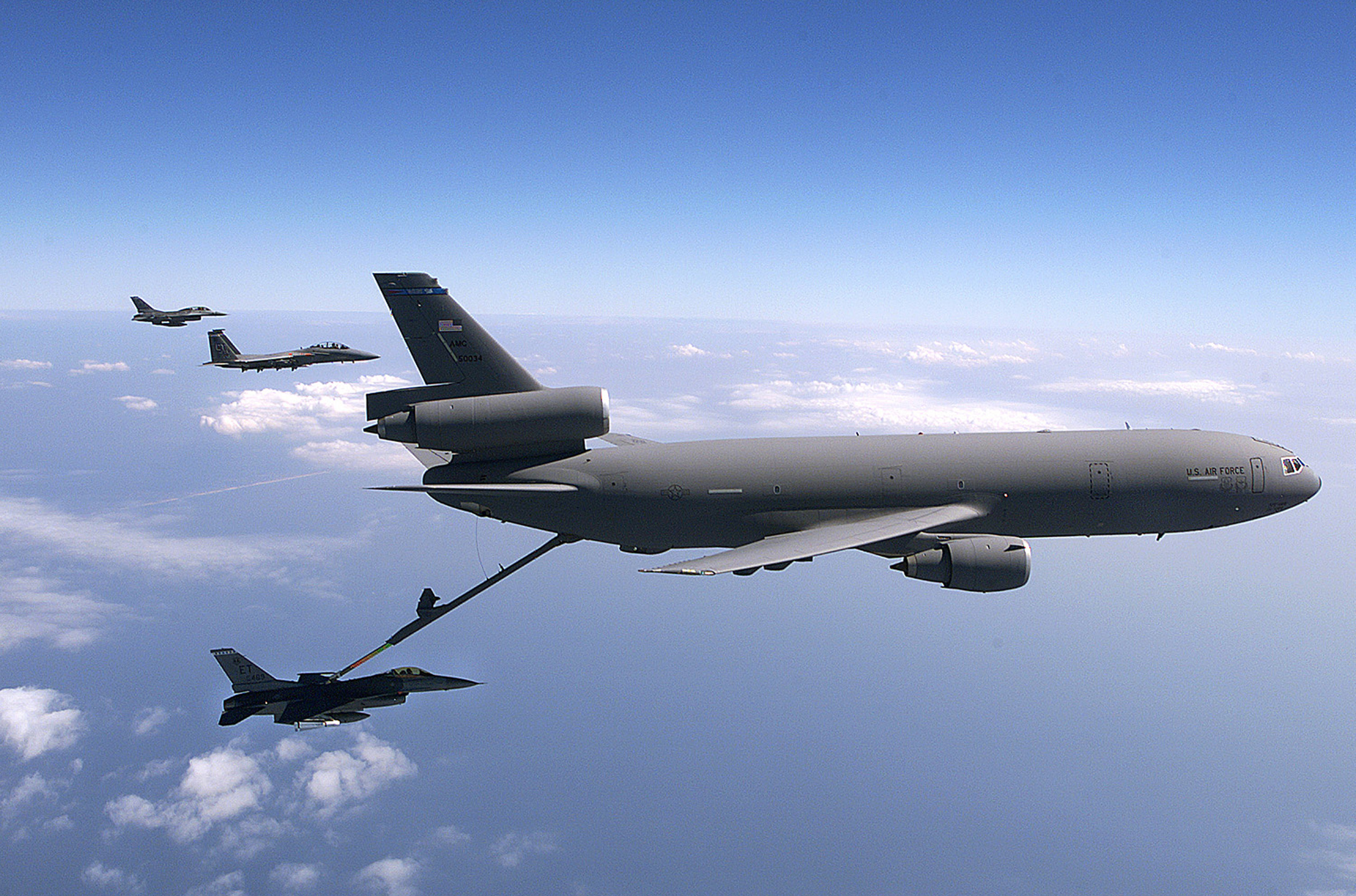
Un McDonnell Douglas KC-10 Extender rifornisce un F-16, mentre un altro F-16 e un F-15 sono in attesa

  - derivata direttamente dal Boeing B-29 Superfortress
- Boeing C-97 Stratofreighter
  - fortemente derivata dal Boeing B-29 Superfortress
- Boeing KC-135 Stratotanker
  - derivata dal Boeing 707
  - può utilizzare anche il sistema a sonda flessibile
  - il modello MPRS dispone di due sonde flessibili rilasciate da POD posti alle estremità alari
- McDonnell Douglas KC-10 Extender
  - derivato dal McDonnell Douglas DC-10
  - dispone anche di sonde flessibili
- Boeing KC-767
  - derivata dal Boeing 767
  - ordinata dall'Italia e dal Giappone ma non ancora in servizio nell'USAF
- Airbus A330 MRTT
  - sviluppato sulla base dell'Airbus A330.
  - sia con sonda rigida, sia con sonda flessibile: cinque esemplari della Royal Australian Air Force saranno equipaggiati sia con sonde flessibili sia con sonde rigide; gli esemplari britannici invece avranno solo le sonde flessibili.

### Sonda flessibile
- Airbus A330 MRTT
  - RAAF, disponibile anche con sonda rigida.
  - RAF (Future Strategic Tanker Aircraft), in servizio dal 2011.
  - Al-Quwwat al-Jawwiyya al-Sa'udiyya, disponibile anche con sonda rigida.
  - United Arab Emirates Air Force, disponibile anche con sonda rigida.
- Airbus A310 MRTT
  - 4 per la Luftwaffe
  - 2 per la Canadian Forces Air Command (ridenominati CC-150 Polaris)
- Avro Vulcan
  - con modifiche speciali durante la guerra delle Falkland
  - ritirate dal servizio
- Blackburn Buccaneer
- Boeing 707
  - usato dalla South African Air Force
  - in servizio con l'Aeronautica Militare fino alla consegna del primo KC-767
- KB-50
  - versione migliorata B-29 Superfortress
- HC-130 Hercules e KC-130 Hercules, in servizio presso il Corpo dei Marines ed altre forze aeree (es: Ejército del Aire spagnolo e Aeronautica Militare italiana[2])
  - varianti del Lockheed C-130 Hercules
- Dassault Rafale
  - equipaggiato con un pod per rifornimento buddy-to-buddy
- Lockheed L-1011 TriStar
- Vickers Valiant
- Vickers VC-10: in forza alla RAF
- Handley Page Victor
- KA-3
- KA-4
- KA-6
- KA-7
- Lockheed S-3 Viking
- F/A-18E/F
  - equipaggiati con speciali POD
- Ilyushin Il-78 Midas
  - aerocisterna russa più diffusa, adattata dall'Ilyushin Il-76
  - la variante MKI è usata dalla Indian Air Force.
- Myasishchev M-4-2
  - derivata dal bombardiere Myasishchev M-4
- Myasishchev 3MS-2
  - derivata dal bombardiere Myasishchev 3M
- Tu-16N (ed il Tu-16Z con il sistema ala-ala)
- Su-24M
  - equipaggiato con speciali POD

## Utilizzatori
A fine 2019 risultano in servizio nelle varie aeronautiche mondiali 802 velivoli dedicati al rifornimento in volo. Di questi ben 614 (il 77%) sono in servizio nelle varie Forze Armate statunitensi.
 Algeria
- السرب 357 للتزود الجوي بالوقود (Al-Surab 357 Liltazawud al-Jawiyi Bialwaqud - 357º Gruppo Rifornimento in Volo) (Boufarik) con 3 x Il-78

 Arabia Saudita
- السرب الثالث والعشرون (Al-Sarab al-Ththalith Waleashrun - 23º Gruppo) (Al Kharj) con 7 x KC-3A (B707)
- السرب الرابع والعشرون (Al-Sarab al-Rrabie Waleashrun - 24º Gruppo) (Al Kharj) con 6 x A330MRTT
- السرب الثاني والثلاثونهير (Al-Sarab al-Ththani Walthalathunahir - 32º Gruppo) (Al Kharj) con 7 x KC-130H e 2 KC-130J[4]

 Argentina
- Grupo Aereo 1 – I Escuadron (El Palomar) con 2 x KC-130H

 Australia
- 84 Wing – No.33 Squadron (Amberley) con 6 x KC-30A (A-330)

 Brasile
- 1° Grupo de Transporte de Tropas (Rio de Janeiro-Galeão) con 2 x KC-130M e 2 x KC-390

 Canada
- No.435 Transport and Rescue Squadron (Winnipeg) con 4 x CC-130H
- No.437 Transport and Rescue Squadron (Winnipeg) con 2 x CC-150T “Polaris” (A-331)

 Cile
- Grupo de Aviación N°10 (Santiago) con 3 x KC-135E e 2 x KC-130

 Cina
- 空38团 (Kōng 38 Tuán - 38º Reggimento Aereo) (Wuhan) con 3 x Il-78

 Colombia
- Escuadrón de Transporte 811 (El Dorado/ Bogotà) con 1 x KC-767 “Jupiter”

 Corea del Sud
- 제261전술공수지원대대 (je 261 Jeonsul Gongsu Jiwon Daedae - 261º Gruppo Supporto Aereo Tattico) (Gimhae) con 3 x A330MRTT “Cygnus”[5]

 Emirati Arabi Uniti
- Gruppo Aerorifornimento (Al Ain) con 3 x A330MRTT”[6]

 Francia
- Escadron de Transport 1.061 “Touraine” (Orléans/Bricy) con 3 x A400M
- Escadron de Ravitaillement en Vol 02.061 “Franche-Comté” (Orléans/Bricy) con 1x KC-130J-30[5]
- Escadron de Ravitaillement en Vol et de Transport Stratégique 01.031 “Bretagne” (Istres/Le Tubé) con 2 x A330MRTT “Phénix”[7]
- Escadron de Transformation “Phénix” 03.031 “Landes” ” (Istres/Le Tubé) con A330MRTT “Phénix”[8]
- Escadron de Ravitaillement en Vol 04.031 “Sologne” (Istres/Le Tubé) con 14 x C-135FR

 Regno Unito
- No.10 Squadron e No.101 Squadron (Brize Norton) con 9 x Voyager KC2/3 (A300MRTT)

 Germania
- Flugbereitschaft des Bundesministeriums der Verteidigung (Reperto Volo del Ministero Federale della Difesa) (Wahn) con 4 x A310
- Lufttransportgeschwader 62 (62º Stormo Trasporto Aereo) (Wunstdorf) con 3 x A400M

Sono anche in ordinazione 3 x KC-130J
 India
- 78º Gruppo (Agra) con 6 x Il-78 Mk.I

 Iran
- Stormo Trasporti (Tehran-Mehrabad) con 3 x B707-3J9C e 3 x B747-131

 Israele
- "טייסת 120 "טייסת ענקי המדבר
  - (120º Gruppo “Giganti del Deserto”) (Nevatim) con 7 x KC-707 “Re’em”
- "טייסת 131 "אבירי הציפור הצהובה 
  - (131º Gruppo “Cavalieri dell’Uccello Giallo”) (Nevatim) con 3 x KC-130H “Karnaf”

 Italia
- 8º Gruppo (Pratica di Mare) con 4 x KC-767A
- 2º e 50º Gruppo (Pisa/San Giusto) con 5 x KC-130J

 Giappone
- 第401飛行隊 (Dai 401 Hikotai - 401º Gruppo) (Nagoya) con 2 x KC-130H
- 第404飛行隊 (Dai 404 Hikotai - 404º Gruppo) (Nagoya) con 4 x KC-767J

 Malaysia
- 20 Skadron (Subang) con 4 x KC-130T

 Marocco
- Escadre de Transport 1 (Kénitra) con 2 x KC-130H

 Paesi Bassi
- 334 Squadron (Eindhoven) con 1 x KDC-10

 NATO
- Multinational Multi-Role Tanker Transport Fleet (non ancora operativa)[9]

 Pakistan
- 10º Gruppo (Nue Khan) con 4 x Il-78

 Qatar
- Non ancora operativi[10]

 Russia
- 144-й авиационный полк самолетов дальнего радиолокационного обнаружения (144-y Aviatsionnyy Polk Samoletov Dal'nego Radiolokatsionnogo Obnaruzheniya - 144º Reggimento di Aviazione Velivoli di Scoperta Radar Lontana) (Ivanovo/Severnyy) con Il-78
- 203-й отдельный гвардейский авиаполк самолётов-заправщиков (203-y Otdel'nyy Gvardeyskiy Aviapolk Samolotov-Sapravshchikov - 203º Reggimento Aereo Autonomo di Aero-Rifornimento della Guardia)(Ryazan/Dyagilevo) con Il-78

con complessivamente 19 Il-78.
 Singapore
- No.112 Squadron (Changi) con 4 x A400M[12]
- No.122 Squadron (Paya Lebar) con 5 x KC-130B/H

 Spagna
- Escuadrón 312 (Zaragoza) con 5 x KC-130H e 3 x A400M

 Stati Uniti
- Aeronautica
- 1st Special Operations Squadron (Kadena – Giappone) con MC-130H
- 2nd Air Refueling Squadron “Second to None” (McGuire – NJ) con KC-10A
- 6th Air Refueling Squadron “Vis Extensa” (Travis – CA) con KC-10A
- 9th Air Refueling Squadron “Universal” (Travis – CA) con KC-10A
- 9th Special Operations Squadron (Cannon – NM) con MC-130J
- 10th Flight Test Squadron (Air Force Reserve) (Tinker – OK) con KC-135R
- 14th Weapons Squadron “Aircommandos” (Hurlburt – FL) con MC-130
- 15th Special Operations Squadron (Hurlburt – FL) con MC-130H
- 17th Special Operations Squadron “Jackals” (Kadena – Giappone) con MC-130J
- 18th Air Refueling Squadron “Kanza” (Air National Guard) (McConnell – KS) con KC-135R e KC-135T
- 19th Special Operations Squadron (Hurlburt – FL) con MC-130H ed MC-130J
- 32nd Air Refueling Squadron “Bully Beef Express” (McGuire – NJ) con KC-10A
- 50th Air Refueling Squadron (MacDill - FL) con KC-135R e KC-135T
- 54th Air Refueling Squadron (Altus – OK) con KC-135R
- 56th Air Refueling Squadron (Altus – OK) con KC-46A
- 63rd Air Refueling Squadron (Air Force Reserve) (MacDill - FL) con KC-135R e KC-135T
- 64th Air Refueling Squadron (Portsmouth – NH) con KC-135R
- 67th Special Operations Squadron “Night Owl” (Mildenhall – Gran Bretagna) con MC-130J
- 70th Air Refueling Squadron (Air Force Reserve) (Travis – CA) con KC-10A
- 72nd Air Refueling Squadron “Mash” (Air Force Reserve) (Grissom – IN) con KC-135R
- 73rd Special Operations Squadron “Night Wings” (Hurlburt – FL) con MC-130P
- 74th Air Refueling Squadron “Indy” (Air Force Reserve) (Grissom – IN) con KC-135R
- 76th Air Refueling Squadron (Air Force Reserve) (McGuire – NJ) con KC-10A
- 77th Air Refueling Squadron “The Tootin’ Tigers” (Air Force Reserve) (Seymour Johnson - NC) con KC-135R
- 78th Air Refueling Squadron “Captain Shreve Squadron”) (Air Force Reserve) (McGuire – NJ) con KC-10A
- 79th Air Refueling Squadron (Air Force Reserve) (Travis – CA) con KC-10A
- 91st Air Refueling Squadron (MacDill - FL) con KC-135R e KC-135T
- 92nd Air Refueling Squadron (Fairchild - WA) con KC-135R e KC-135T
- 93rd Air Refueling Squadron (Fairchild - WA) con KC-135R e KC-135T
- 106th Air Refueling Squadron “Rebels” (Air National Guard) (Birmingham – AL) con KC-135R
- 108th Air Refueling Squadron (Air National Guard) “Coder” (Scott – IL) con KC-135R
- 116th Air Refueling Squadron (Air National Guard) (Fairchild - WA) con KC-135R
- 117th Air Refueling Squadron “Kansas Coyotes” (Air National Guard) (Topeka – KS) con KC-135R
- 126th Air Refueling Squadron (Air National Guard) (Milwaukee – WI) con KC-135R
- 132nd Air Refueling Squadron “Maineiacs” (Air National Guard) (Bangor – ME) con KC-135R
- 133rd Air Refueling Squadron “Live Free or Die” (Air National Guard) (Portsmouth – NH) con KC-135R
- 141st Air Refueling Squadron “Tigers” (Air National Guard) (McGuire – NJ) con KC-135R
- 145th Air Refueling Squadron “Tazz” (Air National Guard) (Rickenbacker – OH) con KC-135R
- 146th Air Refueling Squadron “Pride Vigilance Honor” (Air National Guard) (Pittsburgh – PA) con KC-135T
- 147th Air Refueling Squadron “Steel ANG” (Air National Guard) (Pittsburgh – PA) con KC-135T
- 151st Air Refueling Squadron “Upset” (Air National Guard) (Knoxville – TN) con KC-135R
- 153rd Air Refueling Squadron “Keys” (Air National Guard) (Meridian – MS) con KC-135R
- 166th Air Refueling Squadron “Sluff” (Air National Guard) (Rickenbacker – OH) con KC-135R
- 168th Air Refueling Squadron “Chena” (Eielson – AK) con KC-135R
- 171st Air Refueling Squadron “Six Pack” (Air National Guard) (Selfridge – MI) con KC-135R
- 173rd Air Refueling Squadron “Hustin’ Huskers” (Air National Guard) (Lincoln – NE) con KC-135R
- 174th Air Refueling Squadron “Bats” (Air National Guard) (Sioux City – IN) con KC-135R
- 191st Air Refueling Squadron (Air National Guard) “Ruddy Ducks” (Salt Lake City - UT) con KC-135R
- 197th Air Refueling Squadron (Air National Guard) “Copperheads” (Phoenix - AZ) con KC-135R
- 203rd Air Refueling Squadron “Hoku” (Eielson – HI) con KC-135R
- 314th Air Refueling Squadron “Strength and Persistence” (Beale – CA) con KC-135R
- 328th Air Refueling Squadron (Air Force Reserve) (Niagara Falls – NY) con KC-135R
- 336th Air Refueling Squadron “Rats” (March – CA) con KC-135R
- 344th Air Refueling Squadron “Raven” (McConnell – KS) con KC-135R e KC-135T
- 349th Air Refueling Squadron “Blue Knights” (McConnell – KS) con KC-135R e KC-135T
- 350th Air Refueling Squadron “Red Falcons” (McConnell – KS) con KC-135R e KC-135T
- 351st Air Refueling Squadron “Anytime Anyplace Anywhere” (Mildenhall – Gran Bretagna) con KC-135R e KC-135T
- 370th Flight Test Squadron (Air Force Reserve) (Edwards – CA) con KC-135R e KC-10A
- 384th Air Refueling Squadron “Square Patches” (McConnell – KS) con KC-135R e KC-135T
- 412th Flight Test Squadron (Edwards – CA) con KC-135R
- 415th Special Operations Squadron (Albuquerque – NM) con MC-130J
- 418th Flight Test Squadron (Edwards – CA) con KC-46A
- 465th Air Refueling Squadron (Air Force Reserve) (Tinker – OK) con KC-135R
- 509th Weapons Squadron (Fairchild - WA) con KC-135
- 730th Air Mobility Squadron (Air Force Reserve) (Altus – OK) con KC-135R e KC-46A
- 756th Air Refueling Squadron (Air National Guard) (Andrews – MD) con KC-135R
- 906th Air Refueling Squadron (Scott – IL) con KC-135R
- 911th Air Refueling Squadron “First to Fight” (Air Force Reserve) (Seymour Johnson - NC) con KC-135R
- 912th Air Refueling Squadron (March – CA) con KC-135R

con complessivamente 28 x KC-46A, 59 x KC-10A, 396 KC-135R/T, 15 x MC-130H e 51 x MC-130J.
- Marina
  - VX-20 “Force” (Patuxent River – MD) e VX-30 “Bloodhounds” (Point Mugu – CA) con 5 x KC-130T
- Marines
  - VMGR-234 “Rangers” (Fort Worth - TX) con KC-130T e KC-130J-30
  - VMGR-252 “Heavy Haulers” (Cherry Point – NC) con KC-130J
  - VMGR-352 “Raiders” (Miramar – CA) con KC-130J
  - VMGR-452 “Yankees” (Stewart – NY) con KC-130T

con complessivamente 7 x KC-130T e 57 x KC-130J
 Spagna
- Escuadrón 312 (Zaragoza) con 5 x KC-130H e 3 x A400M

 Svezia
- 71. Transportflygdivisionen (71º Gruppo Aereo Trasporto) (Såtenäs) con 1 x Tp84 (KC-130H)

 Turchia
- 101 Filo (101º Gruppo) (Incirlik) con 7 x KC-135R